# 日本工会
日本境內的工会于明治时代后半叶（1890年之后）開始出现，当时该国正處於快速工业化时期。日本最早的工會是成立於1897年的勞動組合期成會。第二次世界大戰期間，日本當局取締大部分工會。截至1945年，日本的劳工运动規模仍然不大，而且工人沒有合法权利，另外當時日本還在反工会層面進行立法。
第二次世界大战结束后，同盟國軍事佔領日本。当时日本的工会只剩下三個，成員為155人。起初美國佔領当局鼓励日本人民成立独立工会，但隨著美國開始實行反共主義，美國佔領当局改变方针、不再鼓勵日本人民組建工會。雖然如此，截至1947年2月，全日本的工會会员人数迅速增加到500万。战后日本的工人运动形成了两个对立的派别，一派以共产党领导，主张“劳资对抗”；另一派以日本社会党领导，主张“劳资调和”。
當前日本有三大工会联合会（全国劳动组合总联合、日本劳动组合总联合会、全國勞動組合連絡協議會）以及其他規模较小的全国工会组织。截至2005年，日本共有43,096个工会，会员总数为7,395,666。